# Enterprise Plaza
Enterprise Plaza — небоскрёб, расположенный в Хьюстоне (штат Техас, США). Этажность небоскрёба составляет 55 этажей, высота — 230 метров. В здании располагается штаб-квартира компаний GP Holdings, также находятся офисы компании Enbridge.
С 1980 по 1982 годы здание являлось самым высоким в Хьюстоне и в Техасе, после чего был построен небоскрёб JPMorgan Chase Tower.

## Основные арендаторы
- Enbridge
- Enterprise GP Holdings
- Enterprise Products
- Forest Oil Corporation
- King & Spalding
- Credit Suisse